# كارولين غوردون
كارولين غوردون (بالإنجليزية: Caroline Gordon)‏ (6 أكتوبر 1895، مقاطعة تود في الولايات المتحدة - 11 أبريل 1981 في المكسيك)؛ ناقدة وروائية أمريكية.

## الجوائز
- زمالة غوغنهايم